# Blue Monday
Blue Monday (pol. najbardziej depresyjny dzień w roku) – wprowadzone przez Cliffa Arnalla określenie najbardziej depresyjnego dnia w roku, przypadającego jakoby w trzeci poniedziałek stycznia. Do 2011 był to poniedziałek ostatniego pełnego tygodnia.
Pseudonaukowy termin Blue Monday (ang. smutny, przygnębiający poniedziałek) wprowadził w 2005 roku Cliff Arnall – brytyjski psycholog, pracownik Cardiff University. Arnall wyznaczał datę najgorszego dnia roku za pomocą wzoru matematycznego uwzględniającego czynniki meteorologiczne (krótki dzień, niskie nasłonecznienie), psychologiczne (świadomość niedotrzymania postanowień noworocznych) i ekonomiczne (czas, który upłynął od Bożego Narodzenia powoduje, że kończą się terminy płatności kredytów związanych z zakupami świątecznymi).

## Algorytm
Stan zdrowia psychicznego według autora tego pomysłu przedstawia matematycznie następujący wzór (pozbawiony sensu z powodu niezgodności jednostek oraz niemierzalności niektórych składowych):
{\displaystyle {\frac {[W+(D-d)]\times T^{Q}}{M\times N_{a}}}}
gdzie:
- W – pogoda (ang. weather)
- D – dług, debet (ang. debt)
- d – miesięczne wynagrodzenie
- T – czas od Bożego Narodzenia (ang. time)
- Q – niedotrzymanie postanowień noworocznych
- M – poziom motywacji (ang. motivational)
- Na – poczucie konieczności podjęcia działań (ang. a need to take action)[3]

## Wyznaczone daty
Blue Monday, na podstawie wzoru Arnalla, wyznaczono (choć wzór, matematycznie rzecz biorąc, nie pozwala na poprawne wyznaczenie wyniku) na:
- 24 stycznia 2005
- 23 stycznia 2006
- 22 stycznia 2007
- 21 stycznia 2008
- 19 stycznia 2009
- 25 stycznia 2010
- 24 stycznia 2011
- 23 stycznia 2012
- 21 stycznia 2013
- 20 stycznia 2014
- 19 stycznia 2015
- 18 stycznia 2016
- 16 stycznia 2017
- 15 stycznia 2018
- 21 stycznia 2019
- 20 stycznia 2020
- 18 stycznia 2021
- 17 stycznia 2022
- 16 stycznia 2023
- 15 stycznia 2024
- 20 stycznia 2025[4]

W 2011 roku Arnall zmienił sposób wyznaczania Blue Monday, wskazując 17 stycznia jako najgorszy dzień roku. Szybsze nadejście tego dnia (trzeci, a nie czwarty poniedziałek stycznia) umotywował kryzysem finansowym.

## Wiarygodność i kontrowersje
- Termin Blue Monday uznawany jest za pseudonaukę. Jak odkrył Ben Goldacre, prowadzący w „The Guardian” rubrykę Bad Science, skupiającą się na opisywaniu i demaskowaniu pseudonaukowych odkryć i oszustw, przed publikacją prasową artykułu, agencja reklamowa Porter Novelli skontaktowała się z pokaźną liczbą wykładowców uniwersyteckich, oferując wynagrodzenie w zamian za umieszczenie ich nazwisk w artykule[6].

- The Guardian opublikował także oświadczenie Cardiff University, w którym uczelnia neguje związek Cliffa Arnalla z jakimkolwiek projektem naukowym i podkreśla, że Cliff Arnall jest byłym korepetytorem, który zakończył współpracę z uniwersytetem w lutym, a więc 10 miesięcy przed publikacją artykułu[7].

- Dean Burnett, neurobiolog pracujący na wydziale psychologii Cardiff University, opisał algorytm określający Blue Monday, jako „farsę” zawierającą „bezsensowne pomiary”[8].